# The Metal Opera
The Metal Opera — перший повноформатний альбом супер-гурту Тобіаса Саммета Avantasia. Це концептуальний альбом і рок-опера, додаткову інформацію про історію можна знайти тут. Продовженням альбому є The Metal Opera Part II.

## Список композицій
Автор музики і слів Тобіас Саммет. 
| #     | Назва                     | Тривалість |
| ----- | ------------------------- | ---------- |
| 1.    | «Prelude»                 | 1:11       |
| 2.    | «Reach Out for the Light» | 6:33       |
| 3.    | «Serpents in Paradise»    | 6:16       |
| 4.    | «Malleus Maleficarum»     | 1:43       |
| 5.    | «Breaking Away»           | 4:35       |
| 6.    | «Farewell»                | 6:33       |
| 7.    | «The Glory of Rome»       | 5:29       |
| 8.    | «In Nomine Patris»        | 1:04       |
| 9.    | «Avantasia»               | 5:32       |
| 10.   | «A New Dimension»         | 1:39       |
| 11.   | «Inside»                  | 2:24       |
| 12.   | «Sign of the Cross»       | 6:26       |
| 13.   | «The Tower»               | 9:43       |
| 59:08 |                           |            |

## Склад учасників
- Тобіас Саммет (Edguy) — клавішні, вокал (дивіться «Вокалісти»)
- Хеньо Ріхтер (Gamma Ray) — Гітара
- Маркус Гросскопф (Helloween) — Бас-гітара
- Алекс Хольцварт (Rhapsody of Fire) — Ударні

### Запрошені музиканти
- Гітара
  - Йенс Людвіг (Edguy) (соло на треках 12 і 13)
  - Норман Мейріц (акустична на треку 6)
- Клавішні
  - Франк Тішер (Піаніно на треку 11)

### Вокалісти
- Габріель Лайманн — Тобіас Саммет (Edguy) — треки 2, 3, 5, 6, 7, 9, 11, 12, 13
- Лугайд Вендрой — Міхаель Кіске (під псевдонімом Ernie) (екс-Helloween, Unisonic) — треки 2, 5, 6, 9, 13
- Брат Якоб, чернець — Девід Дефейс (Virgin Steele) — треки 3 і 13
- Фальк фон Кронберг, судовий пристав — Ральф Здіарстек — треки 4 і 7
- Анна Хельд — Шарон ден Адель (Within Temptation) — треки 6
- Єпископ Йоханн фон Бікен — Роб Рок (екс-Axel Rudi Pell, Driver, Impellitteri) — треки 7 і 12
- Папа Римський Клемент VIII — Олівер Хартман (екс-At Vance) — треки 7, 12, 13
- Елдерайн, Ельф — Андре Матос (екс-Symfonia, екс-Shaaman, екс-Angra, екс-Viper) — треки 11, 12, 13
- Регрін, Гном — Кай Хансен (Gamma Ray, екс-Helloween) — треки 11 і 12
- Голос з Вежі — Тімо Толккі (екс-Symfonia, екс-Revolution Renaissance, екс-Stratovarius) — трек 13

## Чарти
| Чарт                                               | Найвища позиція |
| -------------------------------------------------- | --------------- |
| Фінляндія Finnish Albums (Suomen virallinen lista) | 36              |
| Франція French Albums (SNEP)                       | 118             |
| Німеччина German Albums (Offizielle Top 100)       | 135             |
| Швеція Swedish Albums (Sverigetopplistan)          | 48              |